# Alénya
Alénya är en kommun i departementet Pyrénées-Orientales i regionen Occitanien i södra Frankrike. Kommunen ligger i kantonen La Côte Radieuse som tillhör arrondissementet Perpignan. År 2022 hade Alénya 3 712 invånare.

## Befolkningsutveckling
Antalet invånare i kommunen Alénya
| Referens: INSEE |